# Physeteridae
Physeteridae là một họ động vật có vú trong bộ Cetacea. Họ này được Gray miêu tả năm 1821.

## Phân loại
Kogiidae là một họ cá voi. Họ này được thành lập năm 1871.

## Phân loại học
Họ này gồm 2 chi và có 3 loài còn sinh tồn:
- chi Kogia Gray, 1846
  - loài Kogia breviceps (Blainville, 1838)
  - loài Kogia sima (Owen, 1866)
- chi Physeter
  - loài Physeter catodon - Cá nhà táng

## Hình ảnh

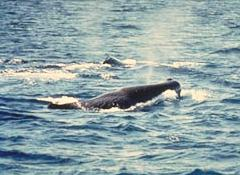
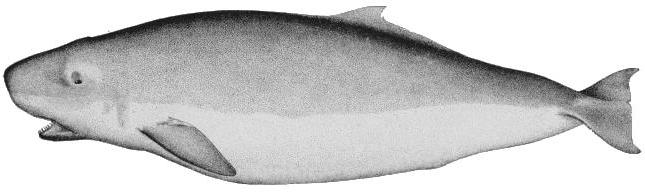